# 斯图尔特·奥格雷迪
斯图尔特·奥格雷迪（Stuart O'Grady，1973年8月6日—），出生於澳大利亚阿德莱德，是澳大利亚男子自行车运动员。曾参加1992年、1996年、2000年、2004年、2008年和2012年六届奥林匹克运动会。